# Aporophyla albapice
Aporophyla albapice là một loài bướm đêm trong họ Noctuidae.